# Johannes Baptist Steeneman
Johannes Baptist Steeneman CICM (ur. 5 lutego 1852 w Brielle, zm. w 1918 w Kuldży) – holenderski duchowny rzymskokatolicki, szeutysta, misjonarz, superior Ili.

## Biografia
10 czerwca 1876 przyjął święcenia prezbiteriatu. 4 marca 1878 został członkiem Zgromadzenia Niepokalanego Serca Maryi.
W 1898 papież Leon XIII mianował go superiorem misji „sui iuris” Ili. Sprawował tę funkcję do śmierci w 1918. Za jego rządów misja „sui iuris” Ili liczyła 6 księży szeutystów, 300 wiernych i 2 miejsca kultu.